# إبراهيم سكيك
إبراهيم سكيك (1920-2004) مؤرخ فلسطيني من مواليد مدينة غزة. بدأ مسيرته التعليمية في كُتاب الشيخ حسن أبو شهلا في حارة الدرج، حيث كانت المدارس الحكومية في ذلك الوقت تشترط إتقان الكتابة والقراءة كشرط للقبول. التحق بعدها بمدرسة الرشدية التي تعرف الآن بمدرسة الهاشمية، والتي كانت تمتد حتى الصف الثاني الثانوي، ويكمل المتفوقون دراستهم في الكلية العربية في القدس وكان من زملائه حيدر عبد الشافي، عبد الرحيم بدر، عطالله الريماوي.
أنهى دراسته في الكلية العربية بالقدس عام 1937، وكان من الأوائل في دفعته، حيث حصل على خمسة امتيازات من أصل سبعة. كما حصل على شهادة التعليم العليا لمعلمي المدارس الثانوية عام 1942، وهي أعلى شهادة منحتها حكومة الانتداب البريطاني. عُين بعدها معلماً في مدرسة المجدل الأميرية، حيث استمر في التدريس حتى الصف السابع الابتدائي. في عام 1944 حصل على شهادة المترك من لندن.

## مسيرته العملية
انتقل إبراهيم خليل سكيك للعمل في مدرسة غزة الثانوية (التي أصبحت لاحقاً مدرسة الإمام الشافعي الثانوية) عام 1951، ومدرساً في مدرسة الزهراء الثانوية خلال الفترة من (1954-1959)، حيث بدأ في تدريس مواد التاريخ والجغرافيا واللغة الإنجليزية، وشغل عدة مناصب منها: معلماً، ناظراً، مفتشاً ثم نائباً إدارياً لمدير التعليم، وصولاً إلى مستشار للتعليم في فلسطين. يعد سكيك من رواد النهضة التعليمية في قطاع غزة، حيث كرس حياته لنشر العلم، ونشر العديد من النشرات باللغتين العربية والإنجليزية وألف العديد من الكتب في مجالات الجغرافيا وتاريخ فلسطين الحديث منها:
- دراسة المجتمع الفلسطيني.
- مختصر تاريخ فلسطين الحديث.
- جغرافية فلسطين.
- بطولات فلسطينية.
- غزة عبر التاريخ.

## روابط خارجية
- إبراهيم سكيك على موقع أرشيف الشارخ